# Red álma
A Red álma (eredeti cím: Red's Dream) a Pixar Animation Studios második rövidfilmje, amely 1987-ben készült John Lasseter rendezésében.

## Történet
A rövidfilm egy kis piros egykerekű bicikliről szól, aki egy kerékpárboltban szomorkodik, eladatlanul. Arról álmodik, hogy fellép a cirkuszban egy bohóccal.

## Érdekességek
- A labda, amin Red egyensúlyozik, ugyanaz, amivel Luxo Jr. játszik.
- Az „Eben's Bikes” kerékpárbolt a Pixar egyik mérnöke és a Nippfelkelés technikai rendezője, Eben Ostby után kapta nevét.
- A cirkusz porondjának mintája megegyezik a híres Pixar-labdáéval (sárga labda kék csíkkal és piros csillaggal).
- Ez volt az első organikus karaktert (a Lumpy nevű cirkuszi bohóc személyében) felvonultató Pixar-rövidfilm. (Megjegyzendő, hogy a The Adventures of André and Wally B. a Lucasfilm égisze alatt készült, és nem számít Pixar-filmnek.)

## Külső hivatkozások
- Hivatalos oldal
- Red álma az Internet Movie Database-ben (angolul)
- Red álma a Rotten Tomatoeson (angolul)
- Red álma a Box Office Mojón (angolul)
- Red álma a tematikus Pixar wikiben (angolul)
- Red álma a tematikus Disney wikiben (angolul)